# Helius (Helius) aka
Helius (Helius) aka is een tweevleugelige uit de familie steltmuggen (Limoniidae). De soort komt voor in het Oriëntaals gebied.